# Insite
Insite，中文有譯作監管注射屋，於2003年創立，是北美洲的第一所毒品安全注射中心。此中心設在加拿大英屬哥倫比亞省溫哥華市中心東端，給毒品使用者在醫護人員的監管下一個安全及衛生的注射空間，並也提供健康訊息、諮詢、轉介、戒毒及治療等服務，但並不提供毒品。在2018年，Insite有超過五千位使用者，拜訪共約十九萬次。

## 歷史
2003年，加拿大衛生部授權並贊助溫哥華沿岸衛生局運作Insite，作為一項醫學研究計畫，其宗旨是擴展溫哥華市中心東端針對藥物成癮的醫療衛生服務、提高公眾秩序、降低針頭共用而傳播疾病的發病率、和降低毒品對使用者的健康、社交和經濟所帶來的負面影響。

## 研究
自Insite的開幕，研究發現溫哥華市中心東端因藥物過量致死的案件下降了35％，相比下，溫哥華市總體因藥物過量致死的案件下降了9％。